# FIBA Ásia
FIBA Ásia, é uma confederação das associações nacionais de basquete. É uma delegação geográfica da Federação Internacional de Basquete para todo o continente asiático.

## Membros
| - Afeganistão - Austrália - Bahrein - Bangladesh - Butão - Brunei - Camboja - China - Hong Kong - Índia - Indonésia - Irão | - Iraque - Japão - Jordânia - Cazaquistão - Coreia do Norte - Coreia do Sul - Kuwait - Quirguistão - Laos - Líbano - Macau | - Malásia - Maldivas - Mongólia - Myanmar - Nepal - Nova Zelândia - Omã - Paquistão - Palestina - Filipinas - Catar - Arábia Saudita | - Singapura - Sri Lanka - Síria - Taipé Chinesa - Tajiquistão - Tailândia - Turquemenistão - Emirados Árabes Unidos - Uzbequistão - Vietname - Iêmen |